# Phá rừng và biến đổi khí hậu
Phá rừng là một trong những nguyên nhân chính của sự biến đổi khí hậu. Đó là nguồn cácbon dioxide có nguồn gốc từ con người lớn thứ hai chỉ sau việc đốt nhiên liệu hóa thạch. Phá rừng và suy thoái rừng đóng góp phát thải khí nhà kính vào không khí thông qua quá trình đốt cháy nhiên liệu sinh học của rừng và sự phân hủy những vật chất thực vật còn lại và đất carbon. Nó đã từng chiếm hơn 20% lượng khí thải cácbon dioxide, nhưng hiện giờ chỉ đang ở quanh cột mốc 10%. Đến năm 2008, phá rừng chiếm 12% tổng lượng CO2, hoặc 15% nếu bao gồm cả than bùn. Những con số này có khả năng đều giảm kể từ đó, do sự tiếp tục gia tăng của việc sử dụng nhiên liệu hóa thạch.
Trung bình trên tất cả đất đai và bề mặt đại dương, nhiệt độ ấm lên khoảng 1.53 °F (0.85 °C) từ năm 1880 đến 2012, theo Ủy ban liên chính phủ về Biến đổi Khí hậu. Tại bán cầu Bắc, từ năm 1983 đến năm 2012 là quãng thời gian 30 năm nóng nhất trong vòng 1400 năm qua.

## Tác động lên biến đổi khí hậu

### Giảm đa dạng sinh học
Một nghiên cứu năm 2007 được tiến hành bởi Quỹ Khoa học Quốc gia thấy rằng đa dạng sinh học và đa dạng di truyền đồng phụ thuộc lẫn nhau—trong đó sự đa dạng giữa các loại yêu cầu sự đa dạng trong một loài, và ngược lại. "Nếu bất kỳ một loại nào bị loại bỏ khỏi hệ thống, chu kỳ có thể bị phá vỡ, và các cộng đồng trở nên bị thống trị bởi một loài duy nhất."

## Chống lại biến đổi khí hậu

### Tái trồng rừng
Tái trồng rừng là việc bổ sung tự nhiên hoặc có chủ ý các vùng rừng đã tồn tại mà bị cạn kiệt, thường thông qua việc phá rừng. Đó là việc tái lập độ che phủ rừng hoặc là tự nhiên hay nhân tạo. Tương tự như những phương pháp khác của việc trồng rừng, tái trồng rừng có thể rất có hiệu quả vì một cây duy nhất có thể hấp thụ nhiều nhất 48 pao (khoảng 21 kg) carbon dioxide mỗi năm và có thể loại bỏ 1 tấn carbon dioxide khi nó đạt 40 tuổi.

### Trồng rừng
Trồng rừng là việc trồng một khu rừng hoặc một nhóm cây tại một khu vực mà trước kia không có rừng.

#### Trung Quốc
Mặc dù Trung Quốc đã đặt mục tiêu chính thức cho việc tái trồng rừng, nhưng những mục tiêu này được thiết lập với tầm nhìn 80 năm và được đáp ứng đáng kể tới năm 2008. Trung Quốc đang cố gắng để sửa chữa các vấn đề này với các dự án như "Vạn lý trường thành xanh", nhằm mục đích trồng lại rừng và ngăn chặn sự mở rộng của sa mạc Gobi. Một đạo luật được ban hành vào năm 1981, yêu cầu mọi học sinh hơn 11 tuổi phải trồng ít nhất một cây mỗi năm. Nhưng tỷ lệ thành công trung bình, đặc biệt là trong việc trồng cây được tài trợ bởi chính quyền, vẫn còn tương đối thấp. Và ngay cả những cây được trồng đúng cách cũng gặp nhiều khó khăn trong việc sống sót qua các tác động kết hợp của hạn hán kéo dài, sâu bệnh và cháy. Dù sao, Trung Quốc hiện đã có tỷ lệ trồng rừng cao nhất trong bất kỳ quốc gia hoặc vùng trên thế giới, với 4.77 triệu ha (47,000 km vuông) rừng trông trong năm 2008.

#### Nhật Bản
Mục tiêu chính của dự án trồng rừng tại Nhật Bản là để phát triển cấu trúc rừng của quốc gia và để duy trì sự đa dạng sinh học tìm thấy tại vùng hoang dã Nhật Bản. Rừng mưa ôn đới nằm rải rác khắp quần đảo Nhật Bản và là nhà của nhiều loài đặc hữu không tự nhiên tìm thấy ở bất cứ nơi nào khác. Khi việc phát triển đất nước tạo ra một sự giảm trong độ bao phủ rừng, việc suy giảm đa dạng sinh học đã được phát hiện ở những khu vực đó.

### Nông lâm nghiệp
Nông lâm nghiệp là một hệ thống quản lý sử dụng đất trong đó cây hoặc cây bụi được trồng xung quanh hoặc xen lẫn với hoa mầu hoặc vùng đồng cỏ. Nó kết hợp kỹ thuật nông nghiệp và lâm nghiệp để tạo ra những hệ thống sử dụng đất đa dạng hơn, hiệu quả hơn, lợi nhuận hơn, khỏe mạnh hơn và bền vững hơn.

## Các dự án và tổ chức

### Tổ chức Tết Trồng cây (Arbor Day Foundation)
Thành lập năm 1972, năm kỷ niệm một trăm năm Tết trồng cây trong thế kỷ 19, Tổ chức đã phát triển trở thành một cơ quan thành viên phi lợi nhuận lớn nhất cống hiến trong lĩnh vực trồng cây, với hơn 1 tỷ thành viên, người ủng hộ và các đối tác có giá trị. Họ làm việc với những dự án tập trung vào việc trồng cây xung quanh trường học, những cộng đồng thu nhập thấp, và những cộng đồng bị ảnh hưởng bởi thảm họa tự nhiên trong số nhiều nơi khác.

### Chiến dịch Một tỷ Cây (Billion Tree Campaign)
Chiến dịch Một tỷ Cây đã được đưa ra vào năm 2006 bởi các Chương trình Môi trường Liên Hợp Quốc (UNEP) với tư cách là một sự hưởng ứng những thách thức của sự ấm lên toàn cầu, cũng như với một mảng rộng lớn hơn của các thách thức bền vững, từ việc cung cấp nước sạch cho tới việc mất đa dạng sinh học. Mục tiêu ban đầu của chiến dịch này là trồng một tỷ cây vào năm 2007. Chỉ một năm sau trong năm 2008, mục tiêu của chiến dịch đã được nâng lên thành 7 tỷ cây—một mục tiêu nhằm đáp ứng hội nghị biến đổi khí hậu được tổ chức tại Copenhagen, Đan Mạch vào tháng 12 năm 2009. Ba tháng trước hội nghị, cột mốc 7 tỷ cây được trồng đã bị vượt qua. Vào tháng 12 năm 2011, sau hơn 12 tỷ cây đã được trồng, UNEP chính thức trao việc quản lý chương trình cho tổ chức phi lợi nhuận Thực vật-cho-Hành tinh, có trụ sở ở Munich, Đức.

### Quỹ Amazon (Braxin)
Được coi là nơi dự trữ đa dạng sinh học lớn nhất trên thế giới, Lưu vực Amazon cũng là quần xã sinh vật lớn nhất Braxin, chiếm gần một nửa lãnh thổ quốc gia. Lưu vực Amazon tương ứng với 2/5 lãnh thổ Nam Mỹ. Khu vực rộng xấp xỉ 7 triệu km vuông của nó chiếm một hệ thống thủy văn lớn nhất trên hành tinh, với 1/5 lượng nước ngọt chảy trên bề mặt thế giới. Phá rừng tại rừng mưa nhiệt đới Amazon là một nguyên nhân chính dẫn tới biến đổi khí hậu do giảm số lượng cây có sẵn để hút lượng cácbon dioxide đang tăng lên trong không khí.
Quỹ Amazon Quỹ hướng tới việc kêu gọi quyên góp những khoản đầu tư không hoàn lại trong nỗ lực ngăn chặn, theo dõi và chiến đấu với nạn phá rừng, cũng như để thúc đẩy việc bảo vệ và sử dụng bền vững rừng trong quần xã sinh vật Amazon, dưới những điều khoản của Nghị định N. º 6,527, ngày 1 tháng 8 năm 2008. Quỹ Amazon hỗ trợ những lĩnh vực sau đây: quản lý rừng công và những khu vực được bảo vệ, kiểm soát, theo dõi và thanh tra môi trường, những hoạt động kinh tế được tạo ra với việc sử dụng bền vững rừng, việc phân vùng sinh thái và kinh tế, hòa giải lãnh thổ và quy định về nông nghiệp, bảo tồn và sử dụng đa dạng sinh học bền vững, và khôi phục những khu vực rừng bị phá hủy. Ngoài ra, Quỹ Amazon cũng sử dụng khoảng 20% số tiền quyên góp của mình để hỗ trợ sự phát triển các hệ thống để theo dõi và kiểm soát nạn phá rừng ở những quần xã sinh vật Braxin khác và ở những quần xã sinh vật của các quốc gia nhiệt đới khác.